# Teatro Guaso
El Teatro Guaso es el principal de los teatros de la ciudad y provincia de Guantánamo, en Cuba.

## Historia
Durante la década de 1950, el próspero comerciante español, radicado en la ciudad de Guantánamo, Antonio Acosta López tomó la decisión de fundar un nuevo cine-teatro en la ciudad. El mismo fue inaugurado el 7 de febrero de 1957, en la Avenida de los Estudiantes, entre Ahogados y Cuartel. Originalmente, el cine-teatro se llamaba "Luisa". 
Sin embargo, tras el triunfo de la Revolución cubana de 1959, el cine-teatro fue nacionalizado. En la década de 1970, cambió su nombre al actual, "Guaso". Actualmente, el local es utilizado únicamente como teatro, siendo el más importante de la ciudad y la provincia. 